# Brown Carriage Company
Brown Carriage Company war ein US-amerikanischer Hersteller von Automobilen.

## Unternehmensgeschichte
Das Unternehmen aus Cincinnati in Ohio stellte lange Zeit pferdegezogene Fahrzeuge her. 1916 stieg es in die Automobilproduktion ein. Der Markenname lautete Brown. Im gleichen Jahr endete die Kraftfahrzeugproduktion.
Es gab keine Verbindung zur Brown Cyclecar Company, die den gleichen Markennamen verwendete.

## Fahrzeuge
Ein Modell war ein Personenkraftwagen. Ein Vierzylindermotor von der LeRoi Company trieb die Fahrzeuge an. Der Radstand betrug 267 cm. Der offene Tourenwagen  bot Platz für fünf Personen.
Außerdem gab es ein Nutzfahrzeug, ebenfalls mit Motor von LeRoi.